# Râul Valea lui Băj
Râul Valea lui Băj este un curs de apă, afluent al râului Bratia. 